# Dolna latarnia morska Suurupi
Dolna latarnia morska w Suurupi – (est. Suurupi alumine tuletorn) latarnia morska we wsi Suurupi w gminie Harku. Oddalona jest od górnej latarni morskiej w Suurupi o 2245 m.
25 listopada 1997 roku latarnię wpisano na listę narodowych zabytków Estonii pod numerem 9465. Na liście świateł nawigacyjnych Estonii - rejestrze Urzędu Transportu Morskiego (Veeteede Amet) w Tallinnie - ma numer 374.
Pierwsza latarnia została zbudowana w 1859 roku. Drewniana wieża została wyremontowana już w 1885 roku, wtedy to także podwyższono ja o jedną kondygnację. W 1940 roku planowano zastąpienie drewnianej konstrukcji żelbetonową. Jednak wybuch II wojny światowej zaprzepaścił te plany. W czasie wojny latarnie nie uległa zniszczeniu tylko niewielkim uszkodzeniom. Po zakończeniu wojny władze Estońskiej Socjalistycznej Republiki Radzieckiej, zajęły się naprawą i odbudową bardziej zniszczonych latarni morskich. Dzięki temu dolna latarnia morska w Suurupi została tylko naprawiona i przetrwała w swojej XIX wiecznej formie. Obecnie jest najstarszą drewnianą latarnią morską w Europie Północnej. Oprócz latarni także zabudowania domu latarnika, budynek sauny oraz piwnice zachowały się w stanie oryginalnym.